# Dilobocondyla
Dilobocondyla é um gênero de insetos, pertencente a família Formicidae.

## Espécies
- Dilobocondyla bangalorica Varghese, 2006
- Dilobocondyla borneensis Wheeler, 1916
- Dilobocondyla carinata Zettel & Bruckner, 2013
- Dilobocondyla cataulacoidea (Stitz, 1911)
- Dilobocondyla chapmani Wheeler, 1924
- Dilobocondyla didita (Walker, 1859)
- Dilobocondyla eguchii Bharti & Kumar, 2013
- Dilobocondyla fouqueti Santschi, 1910
- Dilobocondyla fulva Viehmeyer, 1916
- Dilobocondyla gaoyureni Bharti & Kumar, 2013
- Dilobocondyla gasteroreticulatus Bharti & Kumar, 2013
- Dilobocondyla karnyi Wheeler, 1924
- Dilobocondyla oswini Zettel & Bruckner, 2013
- Dilobocondyla propotriangulatus Bharti & Kumar, 2013
- Dilobocondyla rugosa Zettel & Bruckner, 2013
- Dilobocondyla sebesiana Wheeler, 1924
- Dilobocondyla selebensis (Emery, 1898)
- Dilobocondyla silviae Zettel & Bruckner, 2013
- Dilobocondyla yamanei Bharti & Kumar, 2013